# Bolgár Ferenc
Inámi Bolgár Ferenc (Máramarossziget, 1851. január 3. – Budapest, 1923. május 23.) politikus, újságíró, országgyűlési képviselő.

## Életpályája
1863-ban került a kassai katonai intézetbe. 1873-ban a bécsi hadmérnöki akadémia elvégzése után hadnaggyá avatták. Péterváradon és Budán szolgált 1877–1880 között, majd főhadnagyként 1881-ben kilépett az állományból. 1881–1884 között Bécsben katonai lapokat szerkesztett. 1884-ben – egy katonai szakcikk miatt – párbaja volt a vasúti ezred parancsnokával, akit lelőtt. 1884–1889 között a Budapester Tagesblatt főmunkatársa, 1889-től tulajdonos-főszerkesztője volt. 1885-ben a Temesvarer Zeitung szerkesztője, valamint a Katonai Lapok alapító-kiadója is volt. 1887–1899 között mérsékelt ellenzéki, 1899–1904 között szabadelvű, 1905–1910 között alkotmánypárti, 1910-től pedig párton kívüli országgyűlési képviselő volt (Kismartoni választókerület, 1887–1918). 1897–1900 között cikkei jelentek meg a Hazánk című folyóiratban. 1905–1906 között a képviselőház első alelnöke volt. 1906–1910 között a második Wekerle-kormány honvédelmi minisztériumi államtitkára volt. 1920-ban megalapította a Rend pártot. 1921–től a Pester Lloydban jelentek meg írásai.
Cikkei megjelentek az Ország-Világban (1888-tól), a Magyar Hírlapban (1891-től), a Budapesti Naplóban (1901-től) és a Politikai Heti Szemlében (1903–1906).
Sírja a Farkasréti temetőben található (801-60).

## Művei
- A párbaj szabályai (Budapest, 1880; 7. átdolgozott kiadás 1907; németül is)
- A hadsereg kérdése (Budapest, 1886)
- A két évi katonai szolgálat (Budapest, 1903)

## Díjai
- Ferenc József-rend nagykeresztje (1909)[5]